# Таусамалы (Аксуский район)
Таусамалы (каз. Таусамалы, до 2010 г. — Энергетик) — село в Аксуском районе Жетысуской области Казахстана. Входит в состав Есебулатовского сельского округа. Код КАТО — 193239300.

## Население
В 1999 году население села составляло 272 человека (146 мужчин и 126 женщин). По данным переписи 2009 года, в селе проживало 211 человек (112 мужчин и 99 женщин).